# Herman Sarrette
Pour les articles homonymes, voir Sarrette.
Herman Sarrette, né le 18 octobre 1822 à Lacaussade (Lot-et-Garonne) et mort le 4 mars 1919 à Lacaussade, est un homme politique français.

## Biographie
Propriétaire terrien, il est conseiller général du canton de Monflanquin, député de Lot-et-Garonne de 1871 à 1889, siégeant au groupe bonapartiste de l'Appel au peuple. Rallié au boulangisme en 1888, il est battu en 1889 et quitte la vie politique.

## Sources
- Ressource relative à la vie publique :   - Base Sycomore
- « Herman Sarrette », dans Adolphe Robert et Gaston Cougny, Dictionnaire des parlementaires français, Edgar Bourloton, 1889-1891 [détail de l’édition]
- « Herman Sarrette », dans le Dictionnaire des parlementaires français (1889-1940), sous la direction de Jean Jolly, PUF, 1960 [détail de l’édition]